# نصوح النکدلی
نصوح النکدلی (عربی: نصوح النكدلي؛ زادهٔ ۱۵ ژوئن ۱۹۹۳) یک بازیکن فوتبال اهل سوریه است.
از باشگاه‌هایی که در آن بازی کرده‌است می‌توان به باشگاه ورزشی الوحده سوریه، باشگاه فوتبال الکرامه سوریه، تیم ملی فوتبال زیر ۲۳ سال سوریه، و تیم ملی فوتبال زیر ۲۳ سال سوریه، و تیم ملی فوتبال سوریه اشاره کرد.
وی همچنین در تیم‌های ملی فوتبال زیر ۱۷ سال سوریه زیر ۲۰ سال سوریه زیر ۲۳ سال سوریه Syria U-22 سوریه بازی کرده است.